# Casino de Vernet-les-Bains
Le casino de Vernet-les-Bains est un casino des années 1880 situé à Vernet-les-Bains, dans les Pyrénées-Orientales.

## Historique
Le casino est inscrit au titre des monuments historiques en 2017.